# Hwang Jang-lee
 (janvier 2016).
Si vous disposez d'ouvrages ou d'articles de référence ou si vous connaissez des sites web de qualité traitant du thème abordé ici, merci de compléter l'article en donnant les références utiles à sa vérifiabilité et en les liant à la section « Notes et références ».
Hwang Jung-lee (nom d'acteur : Hwang Jang-lee), né le 21 décembre 1944 dans la préfecture d'Aomori au Japon, est un acteur coréen spécialiste des arts martiaux. Il a tourné plus de 350 films d’arts martiaux avec les plus grands acteurs : Bruce Lee, Jackie Chan, Sammo Hung ou Jet Li.

## Biographie
Associé au rôle de méchant, second rôle, il révolutionna les films d’arts martiaux avec ses méthodes de combats très personnelles. En effet, il fut le premier à combattre non pas avec les poings mais les pieds, ce qui lui vaut plusieurs noms comme « lord of superkickers » ou « pied d’enfer ». Il était même le seul à pouvoir donner trois coups de pied en une seule impulsion et sans câbles.
La fin des films de kung Fu a marqué, pour lui, une heureuse retraite, en tout cas du point de vue du cinéma.
On le retrouve aujourd’hui, toujours actif puisque homme d’affaires très occupé. Il est également 9e dan de Taekwondo et, à 68 ans, il forme encore des élèves de hauts niveaux. Dans le documentaire Méchant sort de l’ombre (teh good bad boy) sorti en 2014, il nous raconte sa vie. Depuis cette épreuve où, durant la guerre et en état de légitime défense, il tua un américain qui voulait lui prouver que les arts martiaux étaient inopérant contre les armes blanches.
Sa carrière est détaillée par lui-même sur un documentaire qui lui est consacré (Hwnag Jang-lee the good bad boy) (2014 Fabien Latouille studio)